# 和歌山県道152号紀ノ川停車場線
和歌山県道152号紀ノ川停車場線（わかやまけんどう152ごう きのかわていしゃじょうせん）は、和歌山県和歌山市を通る一般県道である。

## 概要
和歌山市市小路から和歌山市狐島に至る。

### 路線データ
- 起点：和歌山県和歌山市市小路（南海本線・南海加太線 紀ノ川駅前、和歌山県道150号紀ノ川停車場平井線起点）
- 終点：和歌山県和歌山市狐島（梶取交差点、和歌山県道7号粉河加太線・和歌山県道15号新和歌浦梅原線交点）
- 実延長：1.072 km

## 歴史
本路線は、道路法（昭和27年法律第180号）第7条の規定に基づき、一般県道として1959年（昭和34年）に和歌山県が第1次認定した路線のひとつである。

### 年表
- 1959年（昭和34年）5月14日 - 和歌山県が一般県道として紀ノ川停車場線を認定[1]。

## 路線状況

### 重複区間
- 和歌山県道150号紀ノ川停車場平井線（和歌山市市小路）

## 地理

### 通過する自治体
- 和歌山県
  - 和歌山市

### 交差する道路
| 交差する道路                                         | 交差する場所 | 交差する場所      |
| ---------------------------------------------------- | ------------ | ----------------- |
| 和歌山県道150号紀ノ川停車場平井線 重複区間起点       | 市小路       | 起点              |
| 和歌山県道150号紀ノ川停車場平井線 重複区間終点       | 市小路       |                   |
| 和歌山県道7号粉河加太線 和歌山県道15号新和歌浦梅原線 | 狐島         | 梶取交差点 / 終点 |

### 交差する鉄道
- 南海本線
- 南海加太線

### 沿線
- 南海本線・南海加太線 紀ノ川駅
- 和歌山市立福島小学校